# Eri Nitta
Eri Nitta (新田恵利, Nitta Eri). Nació el 17 de marzo, de 1968, en Kamifukuoka (Saitama), actual Fujimino, Prefectura de Saitama, Japón. Es una actriz, cantante y ex-idol japonesa. Formó parte del grupo idol Onyanko Club, como la miembro número 4.[cita requerida] Al Haber contraído nupcias adoptó el nombre de Eri Nagayama (長山恵利, Nagayama Eri). Sin embargo ella sigue trabajando con su nombre de soltera.

## Biografía
Nitta debutó como una de las miembros originales de Onyanko Club, en abril de 1985. Convirtiéndose en una de las vocalistas principales del grupo, para el lanzamiento de su primer single titulado: "Sailor Fuku wo Nugasanaide". Tiempo después, Eri comenzó una carrera como solista con el lanzamiento del sencillo: "Fuyu no Opera Glass" que se posicionó en el puesto número 1, en las listas de singles de oricon semanales. Vendiendo más de 300.000 copias. Pese a las ventas obtenidas, dicho éxito se convirtió en un triunfo agridulce para su vida personal. Ya que su padre falleció, en la víspera de Navidad de 1985. 

### Después de Onyanko Club y carrera posterior
Nitta se graduó en 1986, tras este hecho liberó múltiples sencillos, y 4 álbumes de estudio. Además enfocó su carrera artística como actriz, para varios doramas y películas que le siguieron.

## Vida personal
En 1996 contrajo nupcias con un productor de Fuji Television, de apellido Nagayama.

## Discografía

### Álbumes de estudio
- [1986.05.02] ERI
- [1986.09.05] E-AREA
- [1987.04.24] ritardando
- [1987.11.21] Image

### Singles
- [1986.01.01] Fuyu no Opera Glass
- [1996.04.10] Koi no Rope wo Hodo Kanaide
- [1986.08.01] Fushigi na Tejina no You ni
- [1986.11.14] Naisho de Love Story
- [1987.02.14] Wakakusa no Shotaijo
- [1987.06.17] Circus Romance
- [1987.09.05] Deja Vu
- [1988.01.21] WHO?
- [1988.07.21] Rock n' Roll Love Letter
- [1988.11.21] Sayonara no Kaze
- [1990.02.21] Prologue ~Iidase Nakute~

### Mejores álbumes
- [1987.07.21] Nitta Eri BEST 16
- [1990.03.21] Last Message
- [2002.07.17] My Kore! Kusshon Nitta Eri BEST
- [2003.07.16] My Kore! Kusshon Nitta Eri BEST 2
- [2007.07.18] Nitta Eri SINGLES Complete
- [2008.07.16] E-AREA + Single Collection
- [2010.05.19] My Kore! Lite Nitta Eri

### Compilaciones / Otros
- [1998.11.16] 80's Idol JAPAN 2
- [1999.03.17] PC Hits Great-Canyon 1986-1989 Best Selection
- [1999.07.23] (Ho) 1980
- [2002.09.19] My Kore! Kushon Catalog VOL.2
- [2002.12.04] BOMB presents "Eien no '80 Otakara Idol Ooshuugou!"

### Conciertos/ Videos
- [1988.12.07] JAPONESIA ~Sayonara no Kaze~
- [2003.04.23] Nitta Eri First Concert "E-AREA"
- [2003.10.16] Nitta Eri Hizou Intai Last Concert

### Photobooks
- [1986] Nitta Eri
- [1987] Kaku Renbo
- [1988] Niji no Hakofune
- [1989] Fresh Scola Niita Eri Shashinshuu
- [1993] Toiki wo Ubatte
- [1995] Kore Jaa Kekkon Dekinai wa...
- [2000] JAMBO!
- [2011] Idol Totsuki Au Houhou

## Filmografía

### Películas
- [1987] Chousen
- [2008] Happy Darts
- [2008] Nonko 36sai (Kajidetsudai0)
- [2008] 40sai Mondai

### Televisión
- [1985 - 1986] Yuuyake Nyan Nyan

### Doramas
- [1987] Tabi wa Oshare ni
- [1987] Getsuyou Drama Land Nerawareta Gakuen
- [2001] Kangei! Danjiki Goikkosama
- [2008] Onsen he Go!